# Вилдога
Ви́лдога (латыш. Vildoga); другие названия: Яньупите (латыш. Jāņupīte), Вилдодзиня (латыш. Vildodziņa) — малая река в Латвии (регион Видземе), левый приток Гауи. Длина — 10 км. Всё течение реки находится в пределах Лигатненского края, к западу от города Лигатне.
Высота истока — 118 м над уровнем моря. Высота устья — 16 м над уровнем моря.
Вилдога протекает по территории национального парка «Гауя», в сильно всхолмлённой местности, из-за чего река имеет большой уклон — 10,2 м/км. Русло местами сильно захламлено упавшими деревьями.
На берегах Вилдоги нет значительных населённых пунктов. В 1 км от устья реки расположен христианский лагерь «Ганчаускас».